# Călin Popescu
Călin Popescu (Brașov, 26 novembre 2001) è un calciatore rumeno, attaccante svincolato.